# Weilburger Schifffahrtstunnel

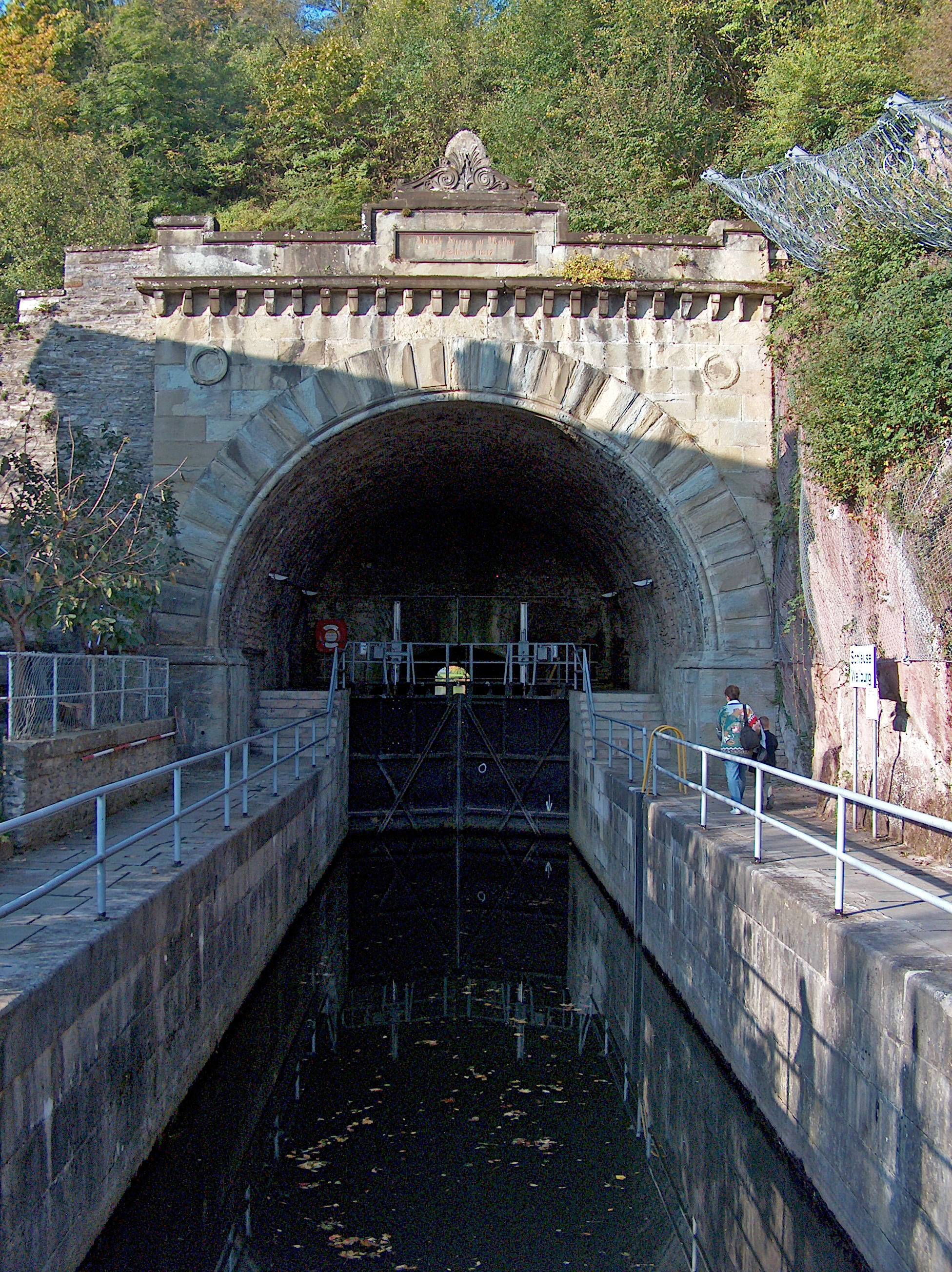
Südportal

Stadtplan von Weilburg mit Weilburger Schifffahrtstunnel

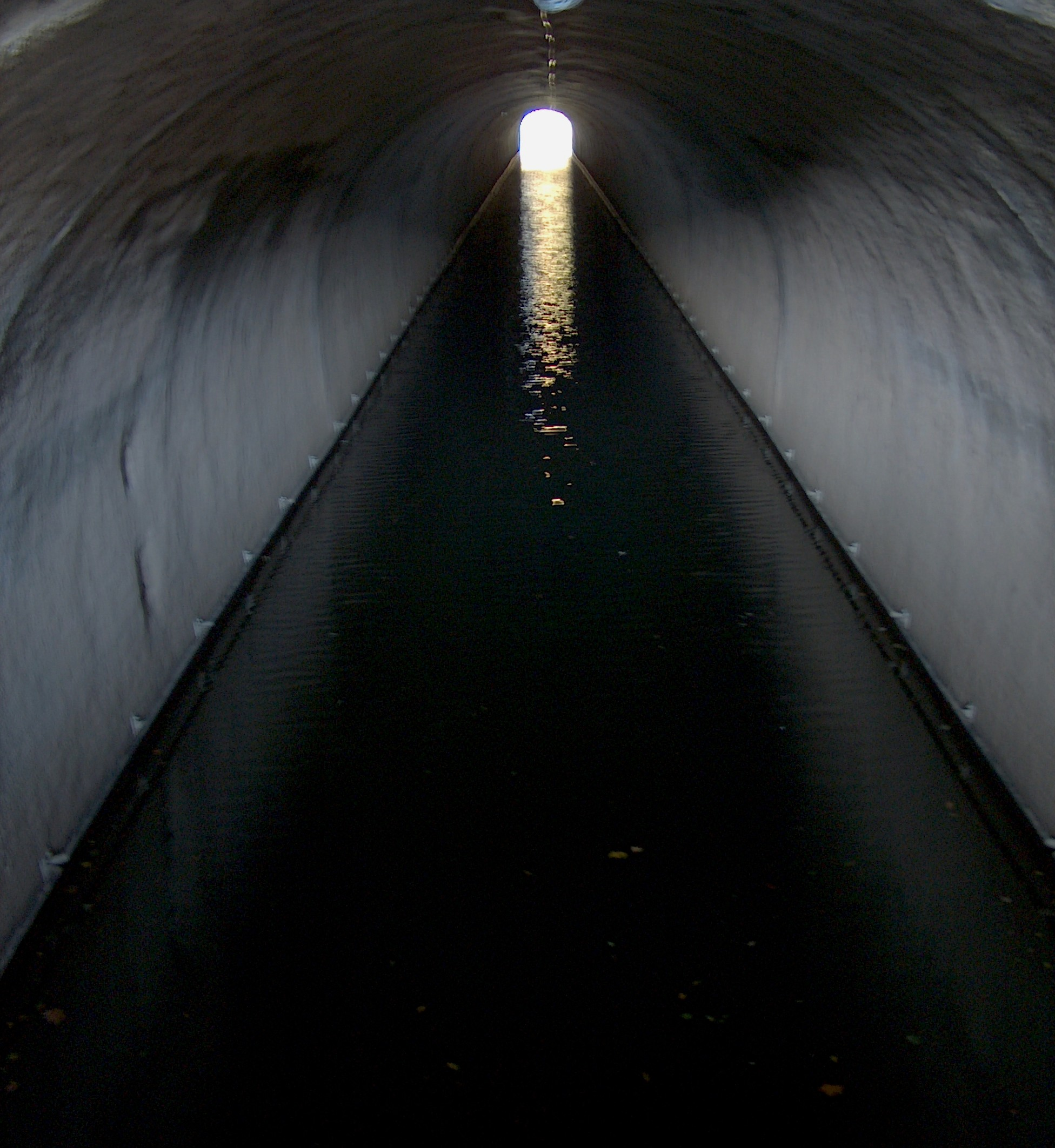
Blick in die Tunnelröhre

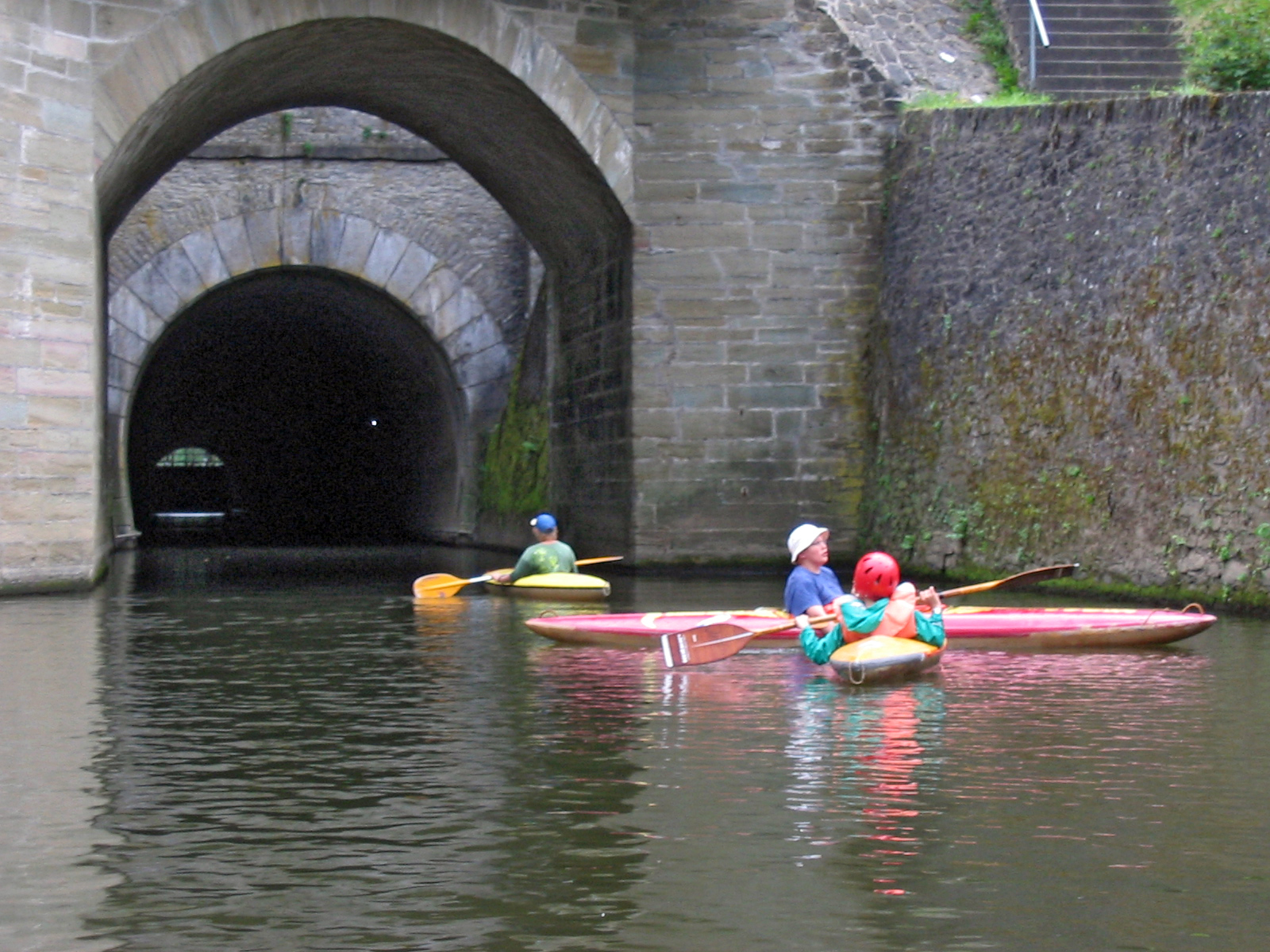
Flusswanderer vor dem Nordportal

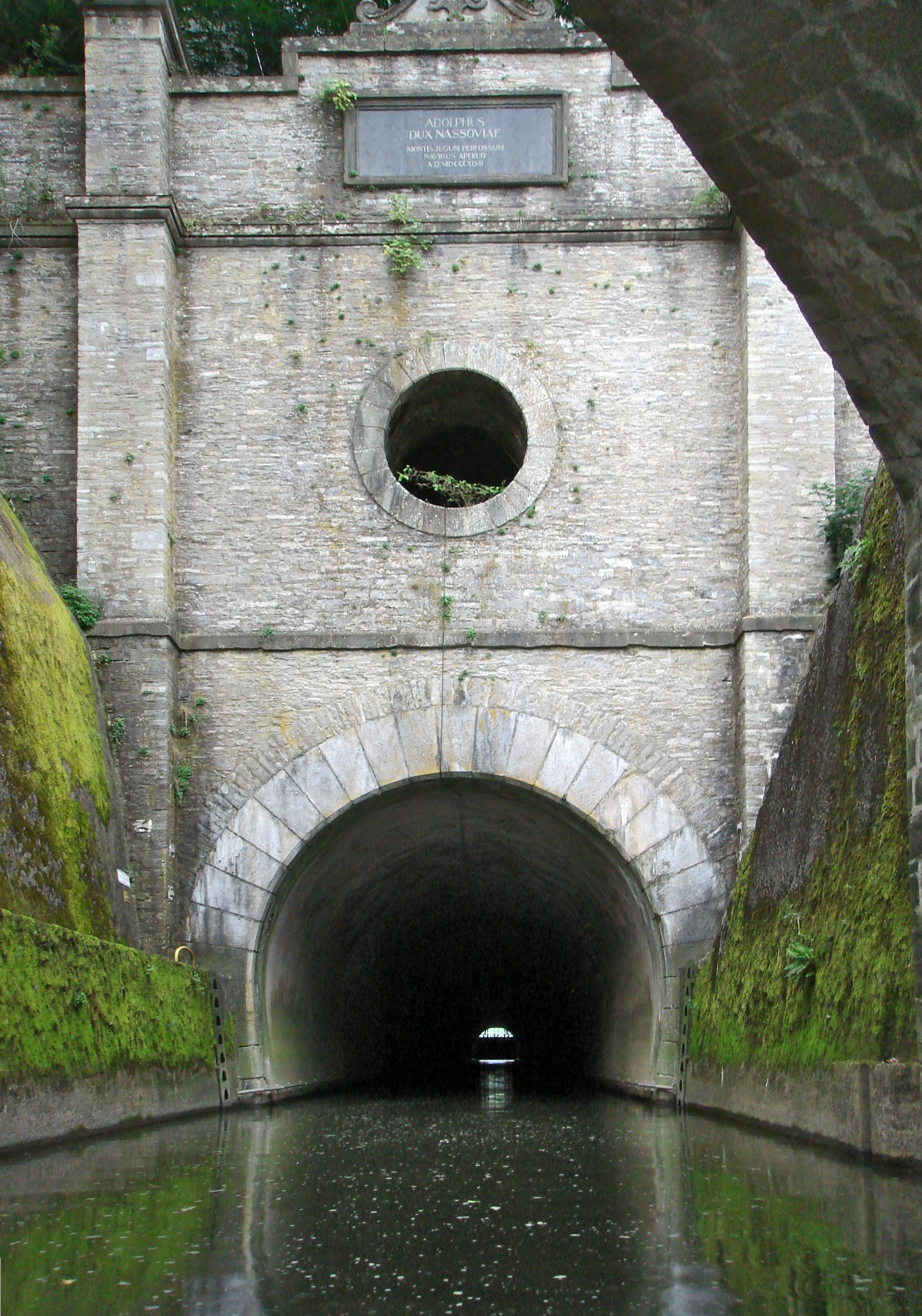
Nordportal mit Inschrift

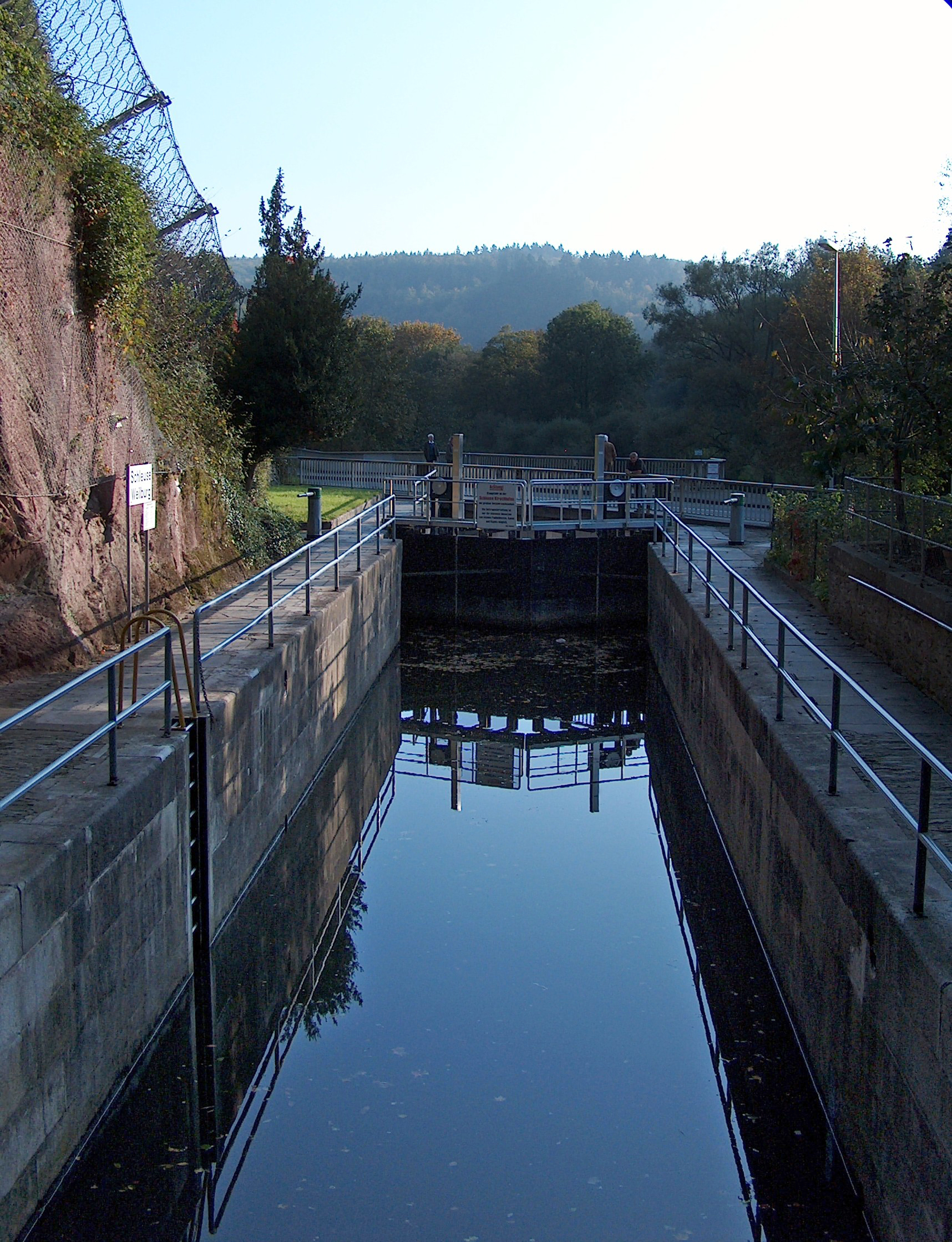
Schleusenanlage am Südportal

Der Weilburger Schifffahrtstunnel ist der älteste und längste heute noch befahrbare Schiffstunnel in Deutschland.
Er unterquert auf einer Länge von 195 Metern von Norden nach Süden den Mühlberg, auf dem sich die Stadt Weilburg befindet, und vermeidet so einen etwa zwei Kilometer langen Bogen der Lahn mit zwei Wehren. Der Tunnel wurde zwischen 1844 und 1847 errichtet und bildet heute zusammen mit den parallel verlaufenden Straßen- und Eisenbahntunneln das sogenannte Weilburger Tunnelensemble.

## Geschichte
Im frühen 19. Jahrhundert begann die nassauische Regierung damit, die Lahn, auf der bereits im Mittelalter von der Mündung bis Diez Schifffahrt betrieben wurde, auch an ihrem Oberlauf schiffbar zu machen. Zuvor war der Fluss dort nur bedingt nutzbar, da Sandbänke, Steinwehre und Stromschnellen den Gütertransport mit größeren Schiffen unmöglich machten. Dies stand der zunehmenden Industrialisierung des oberen Lahntals im Wege, das 1806 durch die Säkularisation des geistlichen Besitzes von Limburg an Nassau gekommen war. Insbesondere die dortigen Steinbrüche und Erzgruben benötigten eine bessere Verkehrsanbindung.
Ab 1809 konnte die Lahn bis nach Runkel befahren werden, 1810 wurde sie bis nach Weilburg reguliert. Die Weilburger Lahnschleife stellte fortan das größte verbliebene Hindernis dar. Auf wenigen Kilometern weist der Fluss hier einen Höhenunterschied von 4,65 Metern auf. Der reißende Flusslauf mit seinen Stromschnellen wurde schon im Mittelalter durch zwei Wehre gezähmt, die nun dem weiteren Ausbau im Wege standen. 1816 verhandelten Nassau und Preußen (die Gegend um Wetzlar war soeben preußisch geworden) über eine Regulierung der Lahn bis nach Gießen, um die Stadt und die umliegenden Erzgruben an den Rhein und die aufstrebende Montanindustrie des Ruhrgebiets anzubinden. Langfristig sollte die Lahn über einen Kanal mit der Unstrut (inklusive Einbindung der Weser-Quellflüsse Fulda und Werra) verbunden werden, um einen Binnenschifffahrtsweg zwischen den Flusssystemen Rhein und Elbe zu schaffen (stattdessen wurde ein knappes Jahrhundert später der Mittellandkanal errichtet).
Zum Umgehen der beiden Wehre wurde 1838 schließlich die Idee des Schifffahrtstunnels geboren. Diese sah vor, den Weilburger Bergrücken unterhalb des Landtors zu durchstoßen und zum Ausgleich der Höhendifferenz eine Schleuse zu errichten. Nach langen Planungen gab schließlich am 18. Juli 1843 die nassauische Regierung ihre Zustimmung zu dem kostspieligen Projekt. Mit der Ausführung des Vorhabens wurden die Oberbergräte Schapper und Grandjean sowie die Amtmänner Haas und Schenk betraut. Die Fertigstellung war für 1845 geplant, jedoch verzögerten unerwartete Schwierigkeiten bei den Bauarbeiten das Vorankommen, so dass der Weilburger Schifffahrtstunnel erst am 18. September 1847 eingeweiht werden konnte.
Bereits zehn Jahre nach seiner Eröffnung verlor die Lahnschifffahrt und mit ihr der Schifffahrtstunnel ihre Bedeutung an die ab 1857 errichtete Lahntalbahn. Heute wird der Tunnel hauptsächlich von Wanderruderern, Kanuwanderern und anderen Wassersportlern genutzt.

## Konstruktion
An den 195 Meter langen Tunnel ist an der Südseite eine zwischen 1844 und 1847 erbaute Koppelschleuse angeschlossen, die von Hand bedient werden muss. Diese gleicht den Höhenunterschied von 4,65 Metern aus, der durch das Abkürzen der Lahnschleife entstanden ist. Jede der beiden Schleusenkammern hat eine Länge von 42 Metern, wobei sich ein Teil der Schleusenanlage innerhalb des Tunnels befindet. Die Wassertiefe im Tunnel beträgt 1,75 Meter, die Tunnelbreite liegt bei 5,6 Metern, die Tunnelhöhe liegt am Scheitelpunkt der Röhre bei 6,3 Metern. Die Tunnelinnenwände sind mit Ziegelsteinen ausgemauert und mit Beton verkleidet. Die Tunnelportale an der Nord- und Südseite sind aus Lahnmarmor gefertigt. Insgesamt wurden über 10.000 Kubikmeter Gestein zur Schaffung des Tunnels aus dem Berg entfernt.

## Inschrift des Nordportals
In das Nordportal ist folgende lateinische Inschrift eingelassen:

„ADOLPHUS DUX NASSOVIAE MONTIS JUGUM PERFOSSUM NAVIBUS APERUIT A.D. MDCCCXLVII“

Die deutsche Übersetzung lautet: „Adolph Herzog von Nassau hat den Rücken des Berges durchstochen und den Schiffen geöffnet A. D. 1847“.